# Ivan Dresser
Ivan Chandler Dresser (Flandreau, Dakota del Sud, 3 de juliol de 1896 - Nova York, 27 de desembre de 1956) fou un atleta estatunidenc que va competir a començaments del segle xx.
El 1919 es graduà a la Universitat Cornell. El 1920 va prendre part en els Jocs Olímpics d'Anvers, on disputà dues proves del programa d'atletisme. En la prova dels 3.000 metres per equips guanyà la medalla d'or, mentre en els 5.000 metres abandonà durant la disputa de la final.

## Millors marques
- 5.000 metres. 15' 41.8" (1920)[1][2]